# 逢善寺
逢善寺（ほうぜんじ）は、茨城県稲敷市にある天台宗の寺院。山号は慈雲山。院号は無量寿院。本尊は千手観世音菩薩。1985年、茨城景観百選の87番目に選定されている。
平安時代の天長3年（828年）、逢善道人が千手観音を本尊として寺院を創立。淳和天皇の勅願寺として発展した。正徳3年（1713年）には天台宗の関東八檀林の一つに定められ、僧侶養成のための学問所として栄えた。
その間、逢善寺は2度の火災に遭い、現在の本堂は天保13年（1842年）に再建されたもの。仁王門は、明治2年（1869年）に東京麹町の日枝神社山門を移築したもので、太田道灌が文明年間（1469年-1487年）に建造したものと伝えられている。昭和56年から7年かけての修復工事が行われ、今に至っている。

## 概要
「小野の観音様」の別称で信仰されている。女人救済寺でもある。常陸国司小野篁が勅命により覚叡上人を召して当地に寺院を建立する運びとなった。中世以降度々の火災によって本堂が消失したが、寄進などによってその都度再建されている。江戸時代には幕府より朱印地三百石を拝され関東八檀林の一つに列せられた。逢善寺には二十八部衆像も存在する。末寺として来迎院がある。

## 歴史

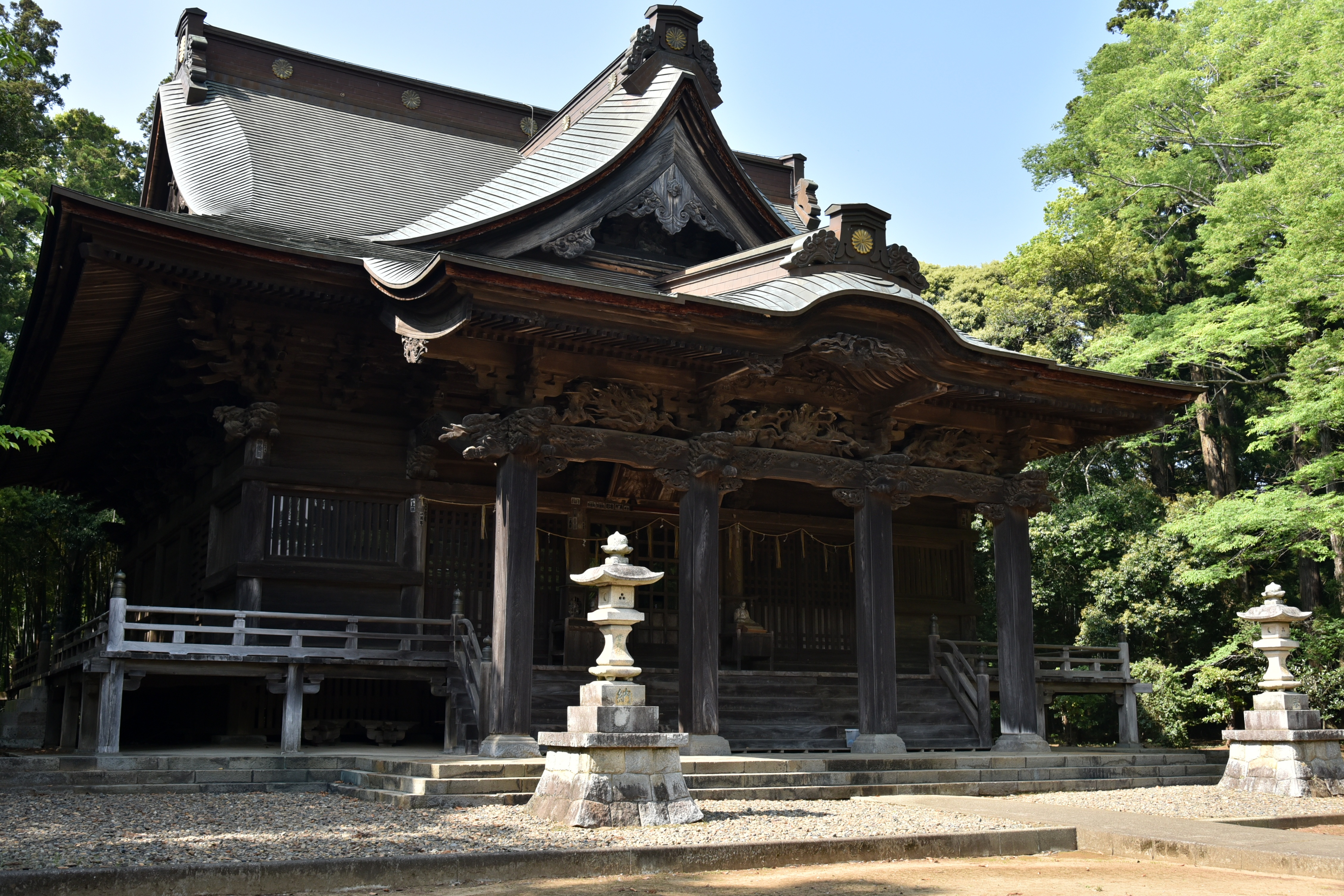
本堂

- 826年（天長3年） - 最澄の弟子の逢善道人により常陸国河内郡小野村（現・茨城県稲敷市小野）に千手観音を本尊として創建
- 1713年（正徳3年）- 天台宗学問所「関東八檀林」の一つに定められる
- 1842年（天保13年）- 本堂を再建
- 1868年（明治元年）- 日枝神社仁王門を移築

## 史跡・文化財

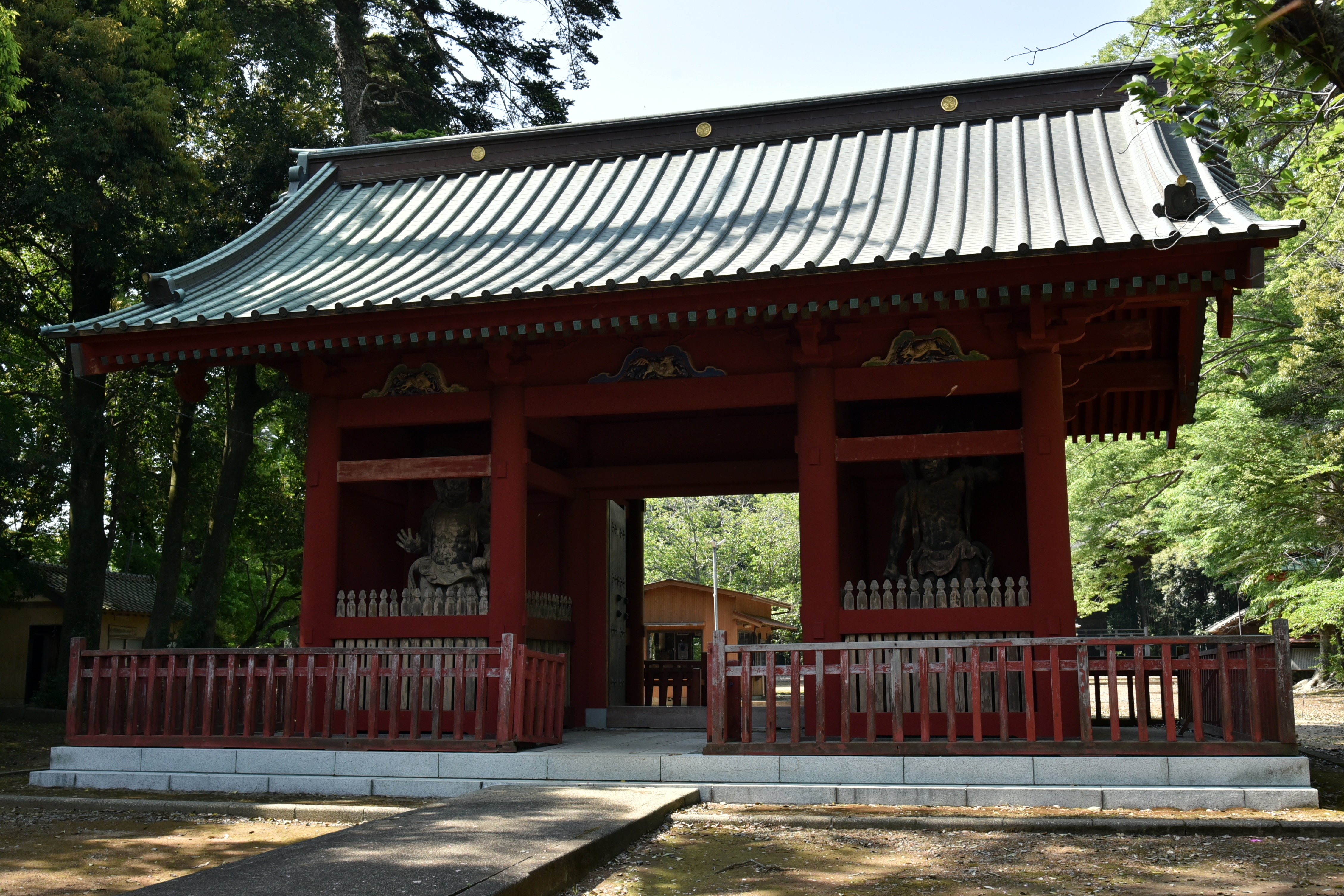
逢善寺の仁王門。左右に2体の木造金剛力士像が収まる。

- 木像金剛力士像
- 仁王門
- 五鈷鈴
- 五鈷杵
- 経文妙法蓮華経
- 書庫
- 庫裡

（上記が茨城県指定文化財）
- 小野篁供養碑

## その他
- 本堂天井に松本楓湖が描いた「飛天の図」がある。